# Hans Eysenck
Hans Jürgen Eysenck (Berlim, 4 de março de 1916 — Londres, 4 de setembro de 1997) foi um psicólogo nascido na Alemanha, que passou sua carreira profissional na Grã-Bretanha. Ele era no seu tempo lembrado por seus trabalhos sobre a inteligência e personalidade, embora tenha trabalhado numa ampla gama de áreas. Ao momento da sua morte, Eysenck era o psicólogo vivo mais citado em revistas científicas.

## Obras

### Artigos
- Eysenck, H. J. (1952). «The Effects of Psychotherapy: An Evaluation». Journal of Consulting Psychology. 16 (5): 319-324. doi:10.1037/h0063633
- Eysenck, H. J. (1969). "The Rise of the Mediocracy".  In Black Paper Two: The Crisis in Education (Critical Quarterly Society)
- Eysenck, H. J. (1987). «Thomson's 'bonds' or Spearman's 'energy': Sixty years on». Mankind Quarterly. 27 (3): 259-274. doi:10.1037/h0063633
- Eysenck, H. J. (1992). «A Reply to Costa and McCrae. P or A and C-The Role of Theory». Personality and Individual Differences. 13 (8): 867-868. doi:10.1016/0191-8869(92)90003-8
- Eysenck, H. J. (1992). «Four ways five factors are not basic». Personality and Individual Differences. 13 (6): 667-673. doi:10.1016/0191-8869(92)90237-J

### Livros
| - Dimensions of Personality (1947) - The Scientific Study of Personality (1952) - The Structure of Human Personality (1952) and later editions - Uses and Abuses of Psychology (1953) - The Psychology of Politics (1954) - Psychology and the Foundations of Psychiatry (1955) - Sense and Nonsense in Psychology (1956) - The Dynamics of Anxiety and Hysteria (1957) - Perceptual Processes and Mental Illnesses (1957) with G. Granger and J. C. Brengelmann - Manual of the Maudsley Personality Inventory (1959) - Know Your Own I.Q. (1962) - Crime and Personality (1964) and later editions - Manual of the Eysenck Personality Inventory (1964) with S. B. G. Eysenck - The Causes and Cures of Neuroses (1965) with S. Rachman - Fact and Fiction in Psychology (1965) - Smoking, Health and Personality (1965) - Check Your Own I.Q. (1966) - The Effects of Psychotherapy (1966) - The Biological Basis of Personality (1967) - Eysenck, H. J. & Eysenck, S. B. G. (1969). Personality Structure and Measurement. London: Routledge. - Readings in Extraversion/Introversion (1971) three volumes - Race, Intelligence and Education (1971) in US as The IQ Argument - Psychology is about People (1972) - Lexicon de Psychologie (1972) three volumes, with W. Arnold and R. Meili - The Inequality of Man (1973). German translation Die Ungleichheit der Menschen. Munich: Goldman. 1978. With an introduction by Eysenck. - Eysenck, Hans J.; Wilson, Glenn D. (1973). The Experimental Study Of Freudian Theories. London: Methuen & Co Ltd (SBN 416780105) - Eysenck, Hans J.; Wilson, Glenn D. (1976). Know your own personality. Harmondsworth, Eng. Baltimore etc: Penguin Books. ISBN 9780140219623 | - Manual of the Eysenck Personality Questionnaire (1975) with S. B. G. Eysenck - Eysenck, Hans J.; Wilson, Glenn D. (1976). A Textbook of Human Psychology. Lancaster: MTP Press - Sex and Personality (1976) - Eysenck, H. J. & Eysenck, S. B. G. (1976). Psychoticism as a Dimension of Personality. London: Hodder and Stoughton. - Reminiscence, Motivation and Personality (1977) with C. D. Frith - You and Neurosis (1977) - Die Zukunft der Psychologie (1977) - Eysenck, Hans J. Nias (1979). Sex, violence, and the media. Nova Iorque: Harper Collins. ISBN 9780060906849 - The Structure and Measurement of Intelligence (1979) - Eysenck, Hans J. (1979). The psychology of sex. Londres: J. M. Dent. ISBN 9780460043328 - The Causes and Effects of Smoking (1980) - Mindwatching (1981) with M. W. Eysenck, and later editions - The Battle for the Mind (1981) with L. J. Kamin, in US as The Intelligence Controversy - Personality, Genetics and Behaviour (1982) - Explaining the Unexplained (1982, 2nd edition 1993) with Carl Sargent - H. J. Eysenck & D. K. B. Nias, Astrology: Science or Superstition? Penguin Books (1982), ISBN 0-14-022397-5 - Know Your Own Psi-Q (1983) with Carl Sargent - …'I Do'. Your Happy Guide to Marriage (1983) with B. N. Kelly - Personality and Individual Differences: A Natural Science Approach (1985) with M. W. Eysenck - Decline and Fall of the Freudian Empire (1985) - Rauchen und Gesundheit (1987) - The Causes and Cures of Criminality (1989) with G. H. Gudjonsson - Genes, Culture and Personality: An Empirical Approach (1989) with L. Eaves and N. Martin - Mindwatching (1989) with M. W. Eysenck. Prion, ISBN 1-85375-194-4 - Genius: The natural history of creativity (1995). Cambridge University Press, ISBN 0-521-48014-0 - Intelligence: A New Look (1998) |